# Stilbula oxiana
Stilbula oxiana är en stekelart som beskrevs av Gussakovskiy 1940. Stilbula oxiana ingår i släktet Stilbula och familjen Eucharitidae.
Artens utbredningsområde är Uzbekistan. Inga underarter finns listade i Catalogue of Life.